# El Águila
El Águila es un municipio y localidad de Colombia, que se encuentra situado en el extremo norte del departamento de Valle del Cauca (Colombia), sobre la cordillera occidental de los Andes. 

## Generalidades
- Fundación: 1905.
- Erección en municipio: 11 de marzo de 1950.
- Fundador: Emelecio Duque, Marceliano Echeverri, Natalio y Bernardo Serna, Reinaldo y Ángel Osorio, Asarías y Benjamín García, entre otros.
- Apelativos: La subidita más alegre del Valle.
- Otros nombres que ha recibido el municipio: El Alto de El Águila.

Cuenta con recursos hídricos de gran importancia en especial del río Cañaveral y el río Catarina; de aguas subterráneas en las veredas de Cajones y Esparta, y siete micro cuencas: Santa Helena, Cañaveral – Villanueva, San José, Catarina – El Embal, El Águila – Cajones, Quebrada Grande y La Guayacana. 
El territorio es montañoso y su relieve corresponde a la cordillera occidental de los Andes, presentando su mayor altura en el cerro de Tatamá con 3950 metros sobre el nivel del mar. Otros accidentes orográficos son las cuchillas Buenos Aires y San Pablo; el cerro Guadualito y los altos El Recreo, La Fiera, La Palma y La Paz.
Sus tierras se distribuyen de la siguiente manera: piso térmico medio 110 km², frío 85 km², y páramo 4 km², regadas por los ríos Cañaveral, Catarina, y otras corrientes menores.

## Límites municipales
|              | Norte: RISARALDA           |                 |
| Oeste: CHOCÓ |                            | Este: RISARALDA |
|              | Sur: El Cairo Ansermanuevo |                 |

## Vías de comunicación
- Terrestre:

Se comunica por carretera con los municipios de Ansermanuevo (Valle del Cauca), La Celia y Balboa de Risaralda, y a San José del Palmar del Chocó, municipio vecino con el cual es limítrofe, se puede ingresar a él en vehículo tomando la vía a Ansemanuevo - El Cairo. 
Sus vías internas tienen comunicación con todas sus corregimientos y veredas, sus vías terciarias son destapadas pero en buen estado, en las cuales se utiliza jeep, camperos, taxis y motocicletas.

## División Político-Administrativa
Además de su Cabecera municipal. El Águila tiene bajo su jurisdicción los siguientes Centros poblados:
- Cañaveral - Villanueva
- El Guayabo
- La Esparta
- La María - Quebradagrande
- La Quiebra de San Pablo
- San José

### Veredas
Además, el municipio está compuesto con las siguientes veredas:
Aráñales, La Corea, La Estrella de Aráñales, La Línea, San Martín, La Palma, San Pedro, Santa Marta, Buenos Aires, Cajones, Cañaveral, Catarina, El Cofre, El Embal, El Golfo, Santa Rita, El Naranjo, El Pital, El Río, El Salado, El Zorro, La Albania, La Cedalia, La Estrella de Santa Helena, La Galana, La Guayacana, La Guerra, La Judea Alta, La Judea Baja, La Nube, La Soledad, La Tribuna, Las Travesías, San Jorge, San Luis, Llanogrande, Santa Helena y Santa Isabel.

## Historia

### Antecedentes prehispánicos

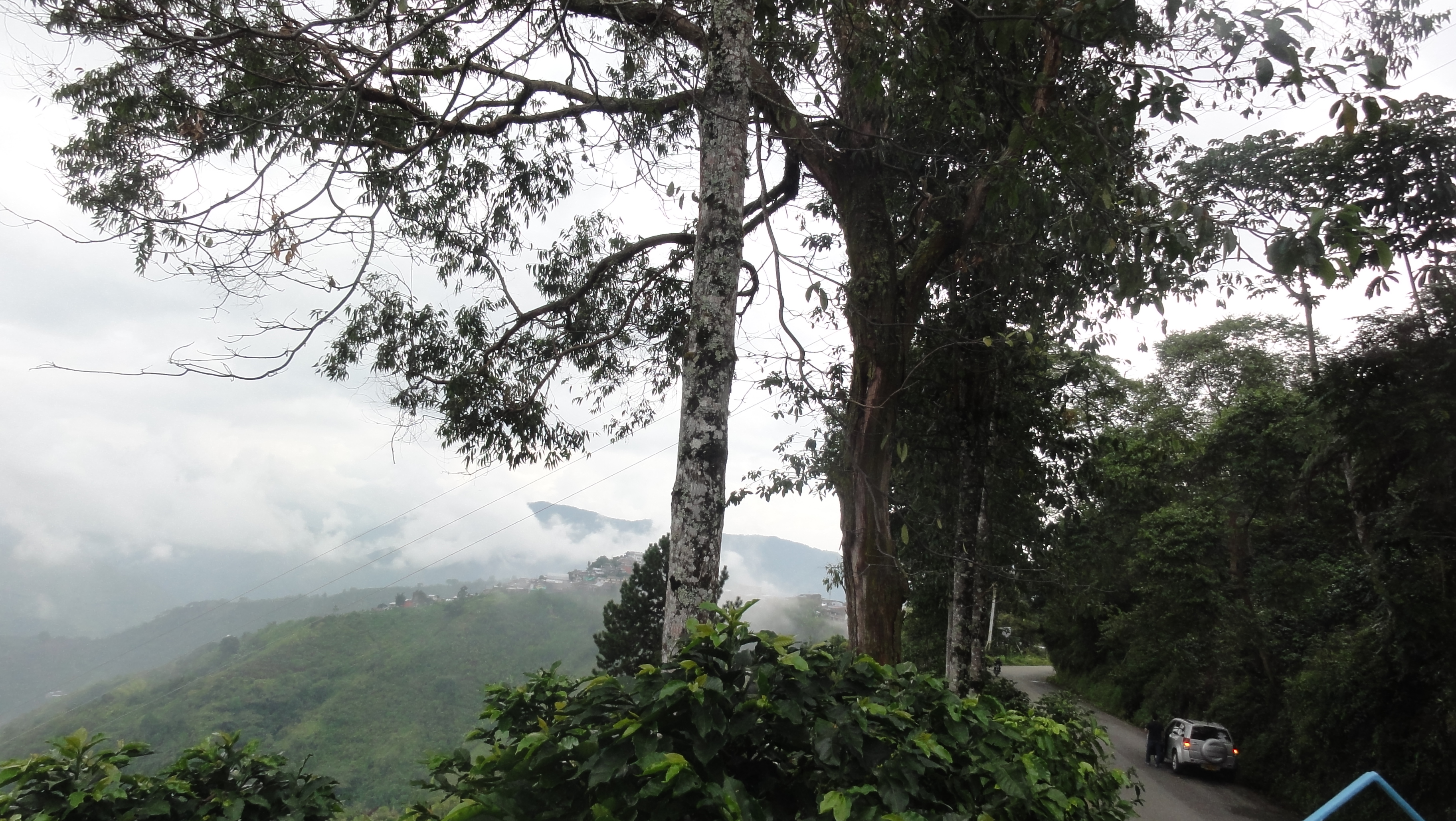
Vista de El Águila, desde la gruta de la Virgen de la Inmaculada Concepción.

El territorio donde hoy se encuentra asentado el municipio de El Águila, estuvo habitado por la cultura Quimbaya, uno de los pueblos indígenas más desarrollados de la familia Caribe.
En los departamentos de la Zona Cafetera, cuyas poblaciones fueron fundadas algunas por los colonizadores antioqueños del siglo XIX (Robón, 1989), pese a la agricultura intensiva y la guaquería, la investigación científica ha hecho aportes al conocimiento del pasado prehispánico, La costumbre de identificar cualquier tipo de vestigios arqueológicos encontrados en los Departamentos de Risaralda, Caldas, Quindío y Norte de Valle del Cauca, con la Cultura Quimbaya, se presenta como una dificultad para reconstruir con objetividad el pasado. Esto es atribuirle a un grupo cultural su persistencia durante muchos siglos, mientras que la realidad histórica muestra cambios sociales y culturales a través del tiempo (Bruhns, 1970, 1990; Plazas y Falchelti, 19R5). Es así como se mezclan evidencias de varios grupos y épocas, dificultando el esclarecimiento de los diferentes procesos en la zona.
Para acercarse al conocimiento de los habitantes del territorio antes de la llegada de los europeos, es necesario hacerlo a través de huellas materiales, tales como piezas completas o fragmentos cerámicos, instrumentos en piedra, enterramientos o modificación de la superficie terrestre para construir viviendas o realizar sus sembrados. Es así como para hablar de esos primeros grupos se necesita hacer mención de las evidencias materiales, para obtener una serie de interpretaciones sobre su cotidianidad y sus posibles actividades sociales y culturales (Renfrew and Bahn, 1991; Langebaek, 1992).
Desde el siglo pasado algunos coleccionistas, como Leocadio María Arango y Luis Arango Cano, se interesaron por identificar los sitios de los cuales procedían las piezas indígenas (Arango, 1924; Osario, 1990; Piazzini, 1993a). Aliado de su curiosidad intelectual e intereses económicos se puede entrever la inquietud por definir algunos lugares específicos de mayor riqueza arqueológica. Esto a su vez permitía reconocer una gran diversidad cultural anterior a la conquista. Arango Cano aportó al conocimiento de las prácticas funerarias de los antiguos habitantes de los Departamentos comprendidos en la Zona Cafetera, pues hizo una completa descripción escrita y gráfica de las tumbas y sus ofrendas, de acuerdo con su experiencia como guaquero y recopilando la de otros compañeros (Arango, 1924; Osorio, 1990).
Son varios los trabajos que describen los grupos indígenas encontrados por los europeos a su llegada; en estos se busca presentar aspectos de su cotidianidad, interpretando escritos de los cronistas y los conquistadores. Estos han sido la base para investigaciones de carácter histórico y la fuente principal para adelantar investigaciones etnohistóricas. La etnohistoria responde a una interpretación antropológica y a una descripción y profundización de las relaciones sociales y tecnas económicas de nuestros antepasados. Se pueden contar, entre otros estudios, el de Edith Jiménez de Muñoz (1946), Inés Lucía Abad Salazar (1955), Juan Friede (1963), Luis Duque Gómez (1970) y Jorge Luis Acevedo y Luis Carlos Cardona (1989). 
Los trabajos difieren en alcances y cubrimiento, pero en general, más que presentar un grupo étnico, aportan valiosa información acerca de las relaciones entre varias comunidades en el pasado, lo cual es indispensable para una buena interpretación de los vestigios arqueológicos. De acuerdo con los datos recogidos por Duque (1970) para su publicación de Los Quimbayas, se tiene que hay reseñadas varias crónicas que han permitido reconstruir el pasado de sus antiguos habitantes; se hace mención de los escritos de Pedro Cieza de León, Pedro Sarmiento, Juan Bautista Sardella, Fray Pedro de Aguado, Jorge Robledo, fray Antonio Medrana, Juan de Castellanos, Gonzalo Fernández de Oviedo y Valdés, fray Jerónimo de Escobar, Francisco Guillén Chaparro, fray Pedro Simón, Antonio de Herrera y Lucas Fernández de Piedrahíta. Todos ellos acompañaron a los conquistadores en sus campañas, e incluso algunos de ellos mismos lo fueron. Su capacidad de descripción sobre los paisajes y gentes que iban conociendo, permiten tener importantes testimonios que se constituyen en fuentes invaluables para continuar su estudio con más detenimiento.
Con base en las informaciones escritas por los cronistas, los historiadores y antropólogos han definido dos grupos principales en la región hacia el momento de la conquista española: los Quimbaya y los Anserma. Estos conformaban cacicazgos independientes y mantenían intercambios de varios tipos. El cacicazgo de los Quimbaya se ubicaba predominantemente, en las laderas de la Cordillera Central, mientras que el de los Anserma estaba en la margen oriental de la Cordillera Occidental, por lo tanto separados por el río Cauca (Jiménez, 1946; Salazar, 1955; Friede, 1963; Duque, 1970; Acevedo y Cardona, 1989). 
Eran comunes entre ellos varias características culturales, debido a su grado de desarrollo social como cacicazgos; se destaca el que cada provincia estaba controlada por un cacique mayor, que delegaba en caciques menores el mando sobre subdivisiones del territorios, permitiendo una mejor estrategia política, militar y económica. Se diferenciaban en cuanto a su idioma (Friede, 1963). En su trabajo de campo para el Departamento de Antropología de la Universidad de Antioquia, Jorge LuisAcevedo y Luis Carlos Cardona (1989) realizaron un estudio sobre los datos relativos a los Anserma aportados por cronistas e historiadores, siguiendo como modelo teórico la caracterización de sociedades tribales propuesta por Marshall Sahlins. 
Según los datos hallados en las crónicas, los investigadores presentan la posibilidad de ampliar el territorio de los Anserma hasta la parte Sur del Departamento de Antioquia, con los grupos Cartama y Caramanta, sustentado en el uso del mismo idioma (Acevedo y Cardona, 1989). Este planteamiento abre una interesante posibilidad de estudios etnohistóricos y arqueológicos hacia el futuro. De acuerdo con los datos encontrados por Jaime Vásquez, quien escribió la Monografía de Santuario, los cronistas nombran a los Apías como ocupantes de los terrenos de los actuales Municipios de Apía y Santuario; indios guerreros que presentaron bastante oposición a la conquista dirigida por Jorge Robledo, quien pasó por estas tierras en diciembre de 1539. Los jefes de más prestigio en la provincia indígena eran Hombruzca y Ocuzca (Vásquez, 1986: 12-14). Los Apías conformaban un grupo perteneciente al cacicazgo de los Anserma (Cardona y Acevedo, 1989).
Las investigaciones arqueológicas relativas a épocas de pre-conquista y conquista en el Valle del Cauca han sido complementadas con datos de los cronistas. Rodríguez (1992) presenta la transcripción de parte de las crónicas de Jorge Robledo, Pascual de Andagoya y Pedro Cieza de León, relativas a estructura económica, social e ideológica de los grupos indígenas en la cuenca del valle del río Cauca. Específicamente hay referencia a Apías, Chatapas, Andica, Humbría, Ansermas, Quimbayas, Armas, Hebéjico, Ori, Caramanta, Cartama, Pozo, Pícara, Irra, Aburrá, Gorrones y Buriticá (Rodríguez, 1992). Estos datos se constituyen en fuente de primera mano, organizados en tablas para facilitar su consulta. Retomando a los cronistas, el erudito antioqueño Manuel Uribe Ángel, expuso en el siglo XIX sus observaciones sobre diferentes aspectos del Estado de Antioquia, teniendo en cuenta varios tópicos de las actividades indígenas y sus vestigios; entre otros se destaca la recopilación que hizo del trabajo de los guaqueros y la descripción de las distintas tumbas indígenas encontradas por ellos en la región del antiguo Estado de Antioquia (Uribe, 1985; Duque, 1970; Osario, 1990). Trabajos realizados en una dirección etnohistórica pueden complementar los datos obtenidos por la arqueología, los cuales van a permitir una mejor comprensión de los procesos culturales de los antiguos habitantes en la Zona Cafetera, los resultados de estos trabajos vienen enriqueciendo el panorama general de la arqueología regional, hasta hace poco con grandes vacíos.
En 1987 el investigador Luis Gonzalo Jaramillo adelantó un reconocimiento por los municipios de Chinchiná, Palestina, Villamaría (Caldas) y Santa Rosa de Cabal (Risaralda), margen occidental de la Cordillera Central. Sus hallazgos los relacionó con la cerámica de la Zona Noroccidental, definida por Duque y el Aplicado Inciso, definido por Bruhns, al igual que lo hicieron Moreno (1983, 1986) Y Herrera y Moreno (J990) para sus investigaciones. En Santa Rosa de Cabal, sitio de Cantarrana, obtuvo una fecha de 1040 d. C. (Jaramillo, 1989). Igualmente, en algunos de los otros materiales recuperados por Jaramillo en los otros municipios, encontró similitudes con los Complejos Cauca Medio y Caldas descritos por Bruhns, sin embargo no se pudieron obtener dataciones (Jaramillo 1989). Específicamente para el municipio de Santuario, se cuenta con los datos obtenidos mediante el reconocimiento arqueológico previo en el marco del Trabajo de Campo (Cano, 1992, 1993). Se identificaron 6 localidades arqueológicas, ubicadas dentro de un esquema general de cimas naturales planas y amplias, contrastantes con la quebrada topografía, característica de esta parte de la cordillera.
La zona arqueológica del Valle del Cauca, gracias al programa de investigaciones continuadas en arqueología y disciplinas afines, que se viene desarrollando desde hace varios años en el departamento del Valle del Cauca, se cuenta con un panorama más claro que en otras partes del país, sobre los antiguos habitantes de esta región, sus costumbres y cambios socioculturales a través del tiempo. En forma clara y sintética, el arqueólogo Carlos Armando Rodríguez presenta los resultados hasta ahora obtenidos en las distintas etapas investigativas, en su obra Tras las Huellas del Hombre Prehispánico y su Cultura en el valle del río Cauca. No solo se refiere al hombre prehispánico, sino que complementa con importantes datos correspondientes a la Época de la Conquista (Rodríguez, 1992). Según Rodríguez, en el territorio colombiano se alcanzó un gran auge en las distintas manifestaciones culturales, entre el año 1500 a. C. y el 600 d. C.; este período puede considerarse como el Clásico de la historia colombiana, desarrollado en distintas regiones del territorio y de diferentes maneras. Posteriormente, los grupos portadores de estas culturas fueron reemplazados por otros, cuyas huellas materiales ofrecen un contraste importante frente a las anteriores (Rodríguez, 1992). 
Particularmente, durante las distintas etapas de los estudios en el área del valle del Cauca, se ha obtenido un considerable número de fechaciones que permiten determinar con gran certeza los momentos históricos de cada grupo cultural, en el contexto vallecaucano. Las investigaciones han permitido identificar los complejos de Ilama y Yotoco como los representativos del período Clásico para el Valle del Cauca; durante el desarrollo de cada uno de ellos se alcanzó una gran elaboración de las piezas cerámicas y de la metalurgia (Rodríguez, 19R9, 1992). Luego del período Clásico surgieron otros grupos, ubicados arqueológicamente en el Período Tardío y datados entre el 600 y el 1600 d. C.; es en esta última etapa donde se empiezan a conformar las etnias halladas por los europeos, durante la Época de la Conquista (Rodríguez, 1989, 1992). Para este período se reconocen estilos cerámicos menos elaborados, pero seguramente igual de útiles a sus fabricantes y usuarios. En el Valle del Cauca, Rodríguez (1989, 1992) define dos subdivisiones del Tardío: Tardío 1, entre el VII y XIII y Tardío II, entre elXIII y XVII, caracterizados por la Cultura Guabas y Cultura Buga, respectivamente (Rodríguez, 1989). 
La dispersión de la Cultura Guabas se ha registrado básicamente en el Departamento del Valle del Cauca, en las riberas del río Cauca y zonas aledañas, con mayor extensión en la margen derecha del río hasta las estribaciones de la Cordillera Central. Su límite Sur corresponde con el río Amaime y al norte con el río de La Vieja; en este último sector se han hecho hallazgos hasta las estribaciones de la Cordillera Occidental (Rodríguez, 1989, 79).La cerámica se caracteriza por gran diversidad de decoración, utilizando pintura (positiva -frecuentemente roja- y negativa), incisión, impresión y aplicación, e incluso se encuentran mezcladas; se han hallado también piezas antropomorfas y volantes de huso. Igualmente, los grupos pertenecientes a la cultura Guabas utilizaron instrumentos líticos, como manos de moler, metates y cinceles. Según las investigaciones, los entierros se hacían en tumbas de pozo y cámara o solo de pozo; el ajuar funerario era diferencial, lo cual debía indicar la categoría del difunto; este constaba de vasijas cerámicas y artefactos de hueso, metal y/o piedra (Rodríguez, 1989). 
Finalmente, la dispersión de la Cultura Buga, es más amplia que la de Guabas -y de nuestro mayor interés para este estudio-, partiendo del río Amaime al Sur; continúa por la vertiente de la Cordillera Central al río Cauca, siguiendo este como límite hacia Occidente; desde el municipio de Bolívar, hacia el Norte, se extiende hacia las dos vertientes cordilleranas del río Cauca -Cordilleras Central y Occidental- (Rodríguez, 1989: 87). Su límite hacia el Norte todavía no se ha definido, aunque se han hecho algunos hallazgos de cerámica relacionada con la Cultura Buga, en el Departamento de Risaralda, tanto en la margen derecha como en la izquierda del río Cauca -sitios de La Celia, Tatamá, Marsella y Pereira- (Sray, 1989: 115; Rodríguez, 1992) (Fig. 4). Las vasijas cerámicas más comunes son de cuerpo esférico, base redondeada y dos asas macizas aplicadas horizontal o verticalmente. Hay también cántaros, copas y mocasines. La decoración se basa en incisión, aplicación y pintura positiva (la más común). La forma de tumba más frecuente corresponde a la de pozo con cámara, la cual se ha identificado en las dos cordilleras. Para ambos períodos culturales se ha identificado la práctica textil gracias a los numerosos volantes de huso, las agujas y mantas hallados (Rodríguez, 1989, 1992). El panorama presentado deja ver cómo la posibilidad de investigaciones arqueológicas sistemáticas en el Departamento presentarían interesantes datos para aportar a los estudios que se vienen realizando en los Departamentos aledaños, y complementar el conocimiento de los varios períodos de nuestra historia.

### Era de la Conquista
Perteneció el territorio de El Águila al Gobierno de Popayán y luego a la Presidencia de Quito, calculándose desde Caloto a Anserma Viejo una población de un millón de habitantes, poblada por aborígenes hostiles con quienes se libraron batallas en las riberas del río Cauca. 
A raíz de estos encuentros Sebastián de Belalcázar se hizo acompañar de Jorge Robledo, 220 infantes y multitud de indios yanaconas. De acuerdo a las rutas trazadas en el croquis de la región del antiguo Quindío (región caucana) con indicación de los pueblos que la habitaban, estos recorrieron el territorio que hoy comprende los municipios de: Balboa, la Celia, Santuario, Belén y Apía, llegando hasta Cartama (hoy Marmato); fue cuando Jorge Robledo fundó a Anserma Viejo (Santana); y luego determina Robledo pasar a la otra banda del río, donde logra fundar a Cartago, en el mismo sitio donde está ubicada actualmente Pereira. Conocedor Robledo de la existencia del Valle de Apía, en donde sobresalía por su rebeldía un cacique llamado Tucarma, alzado en varias oportunidades, por lo cual fue considerado peligroso, entonces se dirigió a este sitio y mediante proceso, el capitán ordenó la horca. Mientras tanto se dedicaron al cateo y vaciado de guacas de las cuales extrajeron vasijas de barro y algunos objetos de oro.
En la alborada de la conquista hispánica, la minería no era “precaria” ni los caminos “improvisados”. El Camino del Indio o Camino de Quito venía desde Cuzco y llegaba hasta las playas del mar Caribe.

### Colonización y presente

#### Orígenes
Para comprender los orígenes del municipio de El Águila Valle del Cauca, en primer lugar debemos hacer un repaso del fenómeno conocido como Colonización antioqueña y en segundo lugar debemos comprender la historia económica del cultivo del café en Colombia, ya que ambos procesos influyeron enorme y directamente en su fundación y afianzamiento.
La colonización antioqueña fue un fenómeno expansivo de población que marcó un hito social y económico en el siglo XIX, implicó la aparición y fundación de centros urbanos y la consolidación de lo que hoy conocemos como el eje cafetero. Geográficamente, esta expansión hizo que antiguos Departamentos como Antioquia y el Gran Caldas y de territorios correspondientes antiguo Departamento de Cauca, dieran lugar a nuevos Departamentos y el crecimiento poblacional de otros. Los Departamentos nuevos fueron Risaralda, Caldas y Quindío. Las zonas que se vieron influidas por el crecimiento poblacional fueron Choco, Norte del Valle del Cauca y Norte del Tolima.
La primera etapa de La Colonización antioqueña se inició en 1770 y terminó en 1874. Se caracterizó por la movilización colectiva de pobladores que formaron expediciones para establecer colonias, fundar pueblos y repartir tierras. En estas primeras colonizaciones se fundaron Sansón, en 1797, Abejorral, en 1808 y Aguadas, en 1814, que, a su vez, serían puntos de partida para la colonización de otras zonas.
En 1825, visitó las minas de ese sector el viajero J.M. Boussingault y la descripción que dejó es digna de otro Jeremías bíblico. La miseria se había apoderado de poblaciones como San Juan de Marmato, Supía, Riosucio y Anserma. Popayán, la capital provincial, había intensificado otros productos de explotación, más cerca, en el Valle del Cauca. Popayán dejó de mirar al norte y volteó sus ojos al sur, a la señorial ciudad de Quito.
Cogía fuerza la explotación del oro de aluvión en los ríos del Chocó. El ramal oriental del Camino Real, el que va por la Cuchilla de Belalcázar, perdió impulso al cambiar de ubicación a San Jorge de Cartago, a su sitio actual. Se intensificó el comercio por el ramal occidental por donde, siglos después, se fundarían El Águila, Villanueva, La Celia, El Brillante, Pueblo Vano, Santuario, Apía y Belén.
En esta primera etapa, se colonizaron tres tipos de tierras: el primer tipo, estaba conformado por tierras baldías otorgadas por el Estado de Antioquia para que grupos de colonos las habitaran. Mediante esta modalidad, fue colonizado el territorio ubicado entre los Farallones de Citará y el valle occidental del río Cauca. Allí fueron fundadas, en 1865, las poblaciones de Valparaíso, Jericó y Jardín.
La segunda ola de la colonización antioqueña comenzó con la promulgación, en 1874, de la ley 61 sobre la adjudicación de baldíos nacionales y finalizó en la segunda década del siglo XX. Esta etapa, se caracterizó por las ocupaciones individuales de tierras.
Empujados por la pobreza y las guerras civiles (muchos fugitivos van con las corrientes de gentes que vienen por las cordilleras, huyendo del reclutamiento, huyendo de la guerra), los colonos, que no contaban con más brazos de trabajo que los de su familia, tenían que adecuar el territorio que pretendían colonizar, a la limitación que esta circunstancia les imponía nació una sociedad más solidaria, igualitaria generando una estructura en la que todos trabajaban, en la que el beneficio se distribuía los cuales tenían en conjunto una mayor capacidad de compra, lo que se tradujo en la actitud liberal y progresista de sus habitantes acentuando el núcleo familiar igualmente para una sociedad en la que la mano de obra la suministraban los hijos, era un imperativo la proliferación.
El café, cultivo o producto motor de la colonización, permitirá establecer una economía agrícola de exportación, llegando a ampliar aún más la capacidad adquisitiva de los colonos, creando un mercado de consumo interno de productos manufacturados. Originando la acumulación suficiente del capital obtenida a través del comercio del café,  porque allí las masas tenían más dinero para comprar sus productos que los asalariados o semi-siervos de las otras regiones colombianas.
La industria surgió y se desarrolló principalmente en el occidente colombiano, y a partir del siglo XX fueron hombres del occidente los que capitalizaron la dirección política de país, así como en el siglo XIX lo habían sido los oriundos de Popayán y Santander. 
En el año 1870 la economía cafetera empezaba a prosperar en los departamentos de Cundinamarca y Santander pero con la guerra de los mil días estas regiones se vieron afectadas por los enfrentamientos bélicos que allí se realizaron. Se interrumpieron los transportes, los fletes eran demasiado costosos, se reclutaban a los trabajadores para integrarlos a la guerra, originando el abandono de los campos y generando a las haciendas cafeteras pérdidas debido al descenso del precio del café. 
Desde la década de 1880 por la exuberancia de la tierra, riqueza y guaquería, llegaron nuevos grupos familiares hacia la región, algunos colonos provenientes de pueblos antioqueños que comenzaron a abrir montañas y a generar los primeros indicios de producción agrícola. La explotación de madera, la producción de carbón, el maíz y el fríjol eran inicialmente los principales productos agrícolas. La producción agrícola inicial no incluyó el cultivo del café,  este fue antecedido por el cultivo de pastos para la explotación ganadera, caña para la producción de panela, plátano, yuca y hortalizas.
Los primeros colonos en arribar al territorio que hoy ocupa el municipio de El Águila eran oriundos de Santuario, Apía, Anserma, Marmato, Jardín, Jericó, Valparaíso, Caramanta y Salamina principalmente,  entre estos primeros colonos sobresalen los nombres de Esteban Fernández, Marco Antonio Serna, Francisco y Manuel Colonia, Heliodoro y Luis María Betancourt, Azarías y Benjamín García, Bernardo y Natalio Serna, Emelecio Duque y los hermanos Reinaldo y Ángel Osorio.
Algunos colonos llegaron a este territorio atraídos por la abundancia de guacas y con la ilusión de encontrar el tesoro perdido de los Quimbayas; dado que en los primeros tiempos de la conquista le dijeron a Tacurumbi, cacique de los Quimbayas, que los españoles eran muy codiciosos al oro, que se pasaban por los pueblos buscándolo y lo sacaban de donde lo hallaran, por lo cual Tacurumbi dio orden de guardar su tesoro. Llamó a su contador, y le dio doscientos indios cargados con oro y la orden que los llevase a las últimas cordilleras y que entre aquellos peñascos y montañas lo escondiesen, y que hecho esto se viniera con toda la gente a la orilla del río y que no pasara de allí hasta que él le diese la orden. El contador partió luego con toda la gente y el oro a la última cordillera, que desde el pueblo de donde salió a ella hay tres días de camino. Escondió el oro y volvió con toda la gente a la orilla del río donde se le había dicho que esperara, guardando la orden de su señor; en donde dónde halló al cacique Quimbaya, con quinientos indios armados, el cual pasó a cuchillo a todos los que habían llevado el oro a esconder. 
La tribu Quimbaya, famosa por su orfebrería y, según algunos arqueólogos, maestra en este arte en América, habitaba la vertiente izquierda de la cordillera Occidental. En la parte correspondiente a Antioquia y Risaralda la ladera es difícil, selvática y malsana; en la parte del Valle del Cauca es baja y habitable. Esta región cuenta con un importante patrimonio forestal y minero, sin hablar de las capacidades de aprovechamiento de grandes ríos que aquí nacen y mueren en la llanura chocoana. El clima es húmedo y malsano, aun en las partes altas de la vertiente. Las características descritas anteriormente alejaron a los colonos durante muchos años, protegiendo así a la raza nativa que encontró en esta zona refugio de los españoles.
Los arrieros y usuarios del camino conservaban el uso del tiempo que trazó la naturaleza. Salían cuando clareaba y estaban desenjalmando las bestias, cuando atardecía. Por lo general, se levantaban y acostaban con las gallinas. La noche era el reino de la sombra, del miedo, del espanto, de gritos y aullidos extraños, del ataque aleve. Las orillas cubiertas de añosos árboles eran morada del Mohán, la Madre monte, del Pollo Maligno, la patasola y el Duende. Por esas rutas nocturnas circulaban la Mula de tres patas, el Cura sin Cabeza, las candilejas y había que hacerse a un lado porque venían con la chirriante antorcha. “Cuidado, en las noches, con las mulas. Que no amanezcan con las patas cortadas, aunque las brujas les hayan enredado la crin”.
En el tiempo en se desarrollaba en la nación la guerra de los Mil Días había corrido el rumor que en el sur de Antioquia, luego Norte de Caldas, habían descubierto una gran veta de oro por los lados del cerro Tatamá (Abuelo de los ríos).
Ocupaban el lugar un grupo de trabajadores contratados por el señor Martín Ortiz quien tenía bajando por la colina del rey una mejora en un lugar conocido como El Salado donde explotaba una mina de sal de forma rudimentaria. Dicho señor tenía además una pequeña mina de oro en la parte trasera de la cordillera denominado “El Chuscal”, donde además montó un aserradero de árboles de comino y los vendía al llamado “Indio Mejía”, quién los hacía llegar a Cartago en recuas de mulas. La madera que se extrajo del aserrío se utilizó como polines o durmientes en la construcción del ferrocarril del Pacífico, parte de estos trabajadores se dieron en la tarea de descuajar el monte y formar poco a poco sus parcelas.
Estos primeros colonos se reunieron y acordaron descombrar la montaña y acondicionar un terreno en el lugar llano, con buen suministro de agua, conocido entonces como alto de El Águila. Debido a que un mediodía se posó un Águila de excepcional tamaño en un árbol cerca del lugar donde estaba almorzando junto con otros un guaquero de nombre Ricardo Quiceno y este sin mediar palabra saco su escopeta y la mató, desde entonces el lugar era conocido como el alto en el que habían matado El Águila.
En aquel lugar predominada la vegetación arbórea muy variada y densa, propia del trópico. Era lógico que se comenzara con las partes más planas o descansos de las montañas, por medio de tumba y tala de rastrojo y árboles para la construcción de cambuches. La quema predominó por la rapidez para desmontar, por estos hombres bien conocedores de la madera, hechura de carbón, arriería y labranza.
Los inmigrantes llegaban con sus esposas e hijos, cargados de corotos en recuas de mulas, los arrieros ya propios de la región, guiaban a los nuevos colonos por trochas que poco a poco transformaron en caminos con fondas donde pernoctaban, consumían alimentos o ingerían bebidas alcohólicas.
De ocho a veinte eran las cargas de cuatro arrobas cada una, que sacaban a un naciente mercado de plaza en el minúsculo caserío. La carga tenía un costo de diez pesos. En la época un kilo de carne costaba quince pesos, un almud de maíz siete centavos y el atado de panela valía un centavo, este estaba envuelto en guasca u hojas secas de plátano.
El cultivo de café se hacía con poca técnica y en pequeña cantidad, básicamente de semillas obtenidas de los constantes viajes a Antioquia y el Viejo Caldas. Posteriormente se resembraban las plantas que accidentalmente crecían bajo los arbustos, el café se beneficiaba en las cañadas y en bateas.
La construcción de viviendas se realizaba por medio de los convites y todas las familias colaboraban con los ingredientes que serían parte de la comida. También prestaban sus herramientas y cualquier otro implemento que fuera necesario. Los hombres cargaban, aserraban y hacían el banqueo. Las mujeres a su vez preparaban los alimentos y las bebidas. Inicialmente los techos de aquellas viviendas eran de palma de iraca o cáscaras de árboles. Posteriormente de teja de barro traída por los arrieros desde Ansermanuevo.
La región se habitó paulatinamente por colonos que en la llamada "Guerra de los mil días", motivó a muchos hombres a desplazarse a zonas montañosas, alejadas de los centros urbanos para evitar ser reclutados y enrolados en la guerra y atraídos por el clima, la fertilidad de la tierra y por la abundante actividad "guaquera" que se desarrolló en la época.

#### La guerra civil y la reconstrucción del orden económico
Regiones como Antioquia, Caldas y Norte del Valle del Cauca estuvieron lejos del conflicto y es allí donde se concentrarían las nuevas producciones de café.
En 1903 el presidente Rafael Reyes con el ánimo de reconstruir la economía y la política del país, adoptó el proteccionismo, la centralización fiscal y el impulso estatal a las actividades empresariales, la restauración del crédito de Colombia en el exterior, la atracción de capital extranjero, mejoramiento de vías de transporte, dando como resultado un continuo crecimiento de las exportaciones de café, azúcar y banano. Se logró estabilizar la circulación monetaria y el tipo de cambio. Se aumentaron los aranceles y las exenciones a la importación de maquinaria y materias primas. Se establecieron subsidios, garantías y estímulos a la industria como promoción de la agricultura de exportación con el propósito de incrementar las exportaciones y disminuir las importaciones. Se amplió la red de carreteras, ferrocarriles y se mejoró la navegación por el río Magdalena.

#### La expansión cafetera
Las producciones de café ya no se plantaban en las grandes haciendas sino en pequeñas parcelas esto dio origen a una nueva organización social y productiva. - Las grandes haciendas contrataban mano de obra pagada en especies, carecían de capital para tecnificar la producción, exportaban directamente el café convirtiéndose el hacendado en comerciante o el comerciante en hacendado. - La producción parcelaria introdujo un mayor impacto del café sobre el mercado interno de bienes agrícolas e industriales y la separación de los procesos de producción y de comercialización del grano.
Para el año 1932 Antioquia, Caldas y el Norte del Valle contribuían con el 77% de la producción nacional,  Tolima y Santander con el 13%. -La colonización antioqueña fue parte fundamental en la expansión cafetera, una vez que el café se acomodaba bien a la economía parcelaria, no requería grandes inversiones de capital y era de fácil procesamiento además que se podía combinar con otros cultivos. 
La ampliación y diversificación del mercado generó el crecimiento económico, la acumulación de nuevos capitales y la segregación política, ya que los departamentos de Santander y Cundinamarca eran liberales y Antioquia y caldas conservadores regiones, que tenían los mismos intereses en la expansión cafetera.
Para el año 1915 se fabricaba maquinaria para procesar el café (trapiches, molinos) y en caldas se diseñaron trilladoras de trigo y desfibradoras de algodón. - En 1920 las casas importadoras ofrecían motores hidráulicos, de vapor y eléctricos, estos adelantos tecnológicos produjeron la ampliación del mercado, la apertura de vías de comunicación, la infraestructura cafetera y los estímulos gubernamentales. Así que en 1913 se creó el Ministerio de agricultura y comercio, que inició campañas de difusión tecnológica y educación agronómica. A pesar de los progresos de la producción agrícola, la ganadería ocupaba el 43,7% de las tierras, las cultivadas representaban solo el 2,4% y el resto eran bosques. 
El desarrollo económico hacia el exterior se produjo en Colombia después de 1912 con la consolidación y crecimiento de las exportaciones cafeteras. 
En 1923, el presidente Pedro Nel Ospina contrató un grupo de expertos presidido por el profesor Edwin Walter Kemmerer, que más tarde se llamó la Misión Kemmerer. La primera actividad de esta misión fue el estudio de nuestra realidad económica mediante el contacto y discusión con cámaras de comercio, sociedades de agricultores y agentes oficiosos regionales. La misión condujo a la creación del Banco de la República, con el propósito de reordenar el sistema monetario, reglamentar el crédito y la circulación de la moneda. En 1924 se crearon el Banco Agrícola Hipotecario para impulsar la agricultura y el Departamento Nacional de Provisiones, dando pasó al establecimiento de almacenes generales de café dedicados a la compra, venta y comercialización externa del grano.
Los primeros colonos arribados al territorio, eran oriundos de la Antioquia Grande, de los municipios de Salamina, Valparaíso, Jericó, El Jardín, Apía, Ansermaviejo y Santuario, estos llegaron a la cordillera por los cerros de Monserrate y La Palma, ubicándose en la colina Ingará. Por medio de convites descuajaron montañas, abrieron caminos y fundaron un pequeño caserío en un terreno medianamente plano en el lomo de la montaña que fue invadido por las familias cargadas de corotos, viajando a pie, en recuas de mulas y en bestias ensilladas.
El caserío de El Águila pasó a ser corregimiento de Ansermanuevo el 5 de junio de 1905 y elegido municipio el 11 de marzo de 1950, siendo gobernador Nicolás Borrero Olano. Su primer Alcalde fue el señor Marcelino Echeverry Gutiérrez en ese mismo año de 1950.

### Época de la violencia
El Águila se contagió del clima de violencia del país a mediados del siglo XX, lo que propició un clima de zozobra, sufrimiento y muerte de muchas familias involucradas en conflictos con distintos actores de poder. Este período de confrontación social y política, fue una mezcla de políticas de tierra arrasada, sectarismo partidista y terror oficial. La violencia ocasionó la pérdida de miles de vidas humanas, el éxodo de la población hacia otros territorios y la pérdida de todos los bienes de muchas familias de colonos e incluso fundadores. 
Pero la violencia en El Águila no solo fue política. Cuando estaba alcanzando el ocaso y después de una tregua del destino, la mafia hizo su arribo con todo su clan y su terror hasta inicios de la década de los ochenta. 
El cartel del norte del Valle se enfrentaron dos capos: Diego León Montoya, alias 'Don Diego', al mando de un brazo armado de sicarios conocidos como 'Los Machos', y Wilber Alirio Varela, alias 'Jabón', defendido por el temido grupo de los 'Rastrojos'. A estos grupos de delincuentes son a los que se les señala de haber implantando un régimen del terror en la zona. Para el coronel Jairo Salcedo, comandante de la Policía del Valle, el motivo de la guerra fue "controlar el cañón del Garrapatas y su zona de influencia, donde estaba localizado un importante número de laboratorios de producción de coca". La droga era sacada por el río San Juan hasta las costas del Pacífico colombiano y luego, embarcada hacia Estados Unidos. Según el teniente coronel José Guillermo Peña, comandante del Batallón Vencedores de Cartago, estos son dos "grupos de seguridad estratégica del narcotráfico". Para los pobladores de El Dovio, Versalles y los otros municipios son simplemente paramilitares. Este batallón militar, junto con la Policía del Valle, fueron los responsables de varios operativos exitosos contra estas bandas. En ellos se desmantelaron laboratorios, decomisaron fusiles, radios de comunicación, uniformes camuflados, vehículos y precursores químicos para la fabricación de coca. 
Sin embargo, los habitantes de los municipios decían que están solos en las zonas rurales y las cabeceras de los municipios. Para ellos la guerra fue cada vez más cruenta y perversa, ya que además de la pugna entre narcos, los guerrilleros -que no tenían presencia por la zona- regresó. Esto lo confirmaron fuentes militares que aseguraron que la columna móvil Arturo Ruiz de las Farc envió hombres a la zona y a su vez el frente 47, al mando de alias 'Karina', que ingresó al norte del Valle por los municipios del Águila y El Cairo. De igual forma el Ejército Revolucionario Guevarista, una disidencia del ELN, tuvo enfrentamientos con tropas del batallón Vencedores de Cartago. El coronel Óscar Naranjo, director de la Dijin, asegura que estos municipios "se los van a pelear a muerte" pues eran estratégicos para ingresar provisiones, armas y químicos para el narcotráfico. Era común ver en las carreteras grupos de personas en camionetas y motos estacionadas haciendo el control de quién ingresaba y salía de la zona. La huella de la guerra que se libró se ve reflejada en las señales de tránsito a lo largo de la carretera, de 38 señales que hay en el camino entre Roldanillo y El Dovio, 31 están abaleadas; esto lo entienden los moradores como una advertencia. 
En la actualidad, El Águila se recupera de una historia atroz que marco su imagen a nivel nacional y que dejó secuelas imborrables entre sus habitantes.

## Economía

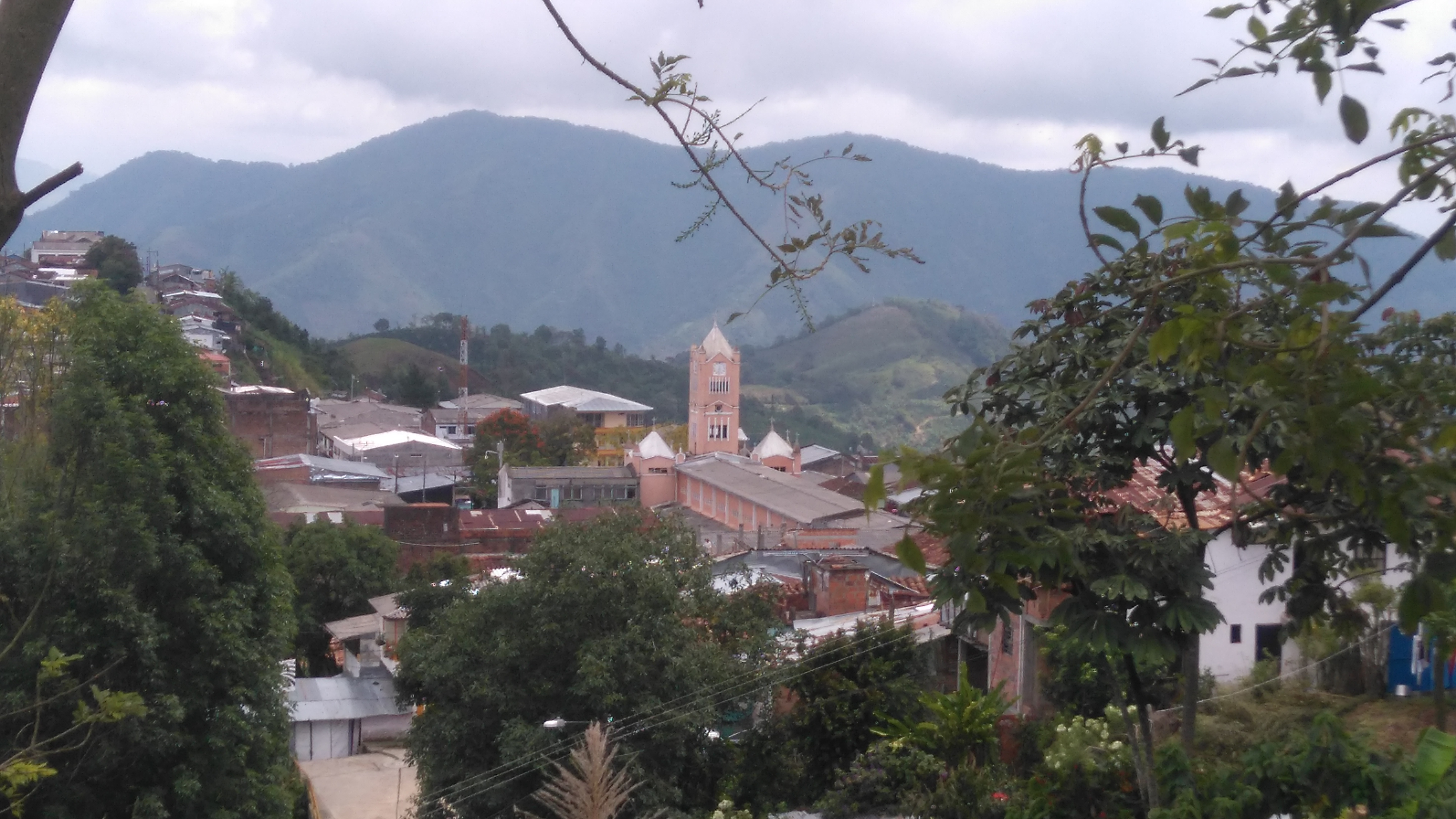
Vista de El Águila, desde el Polideportivo Municipal.

El municipio de El Águila es conocido por su abundante y creciente actividad cafetera, la cual es su principal fuente de ingresos, la calidad de su café y sus fértiles tierras hacen de este uno de los centros económicos más importantes del Norte de Valle del Cauca.
El Águila es un municipio con identidad de agricultores campesinos cafeteros y dentro del área dedicada a la producción agropecuaria, la mayor parte corresponde al cultivo de café. El área destinada a la producción cafetera, con un manejo tanto tecnificado como tradicional, ocupa el 39% del territorio, con una producción aproximada de 9.000 toneladas de café pergamino seco por año, siendo esta la actividad agrícola más importante del Municipio; aunque se destacan los cultivos de plátano, morera, heliconias, flores, cacao, mora, caña panelera y lulo, los cultivos transitorios como maíz, fríjol, cítricos, frutales y hortalizas. También en esta zona existe riqueza maderera como laurel, nuquetoro (Persea rigens), yarumo, guadua, nogal, cedro y otros. Según el Comité de Cafeteros existen en el Municipio 997 fincas cafeteras, de las cuales 850 (85%) son pequeños productores, entendiéndose como pequeño productor el que tiene menos de 10 hectáreas

## Sitios de interés

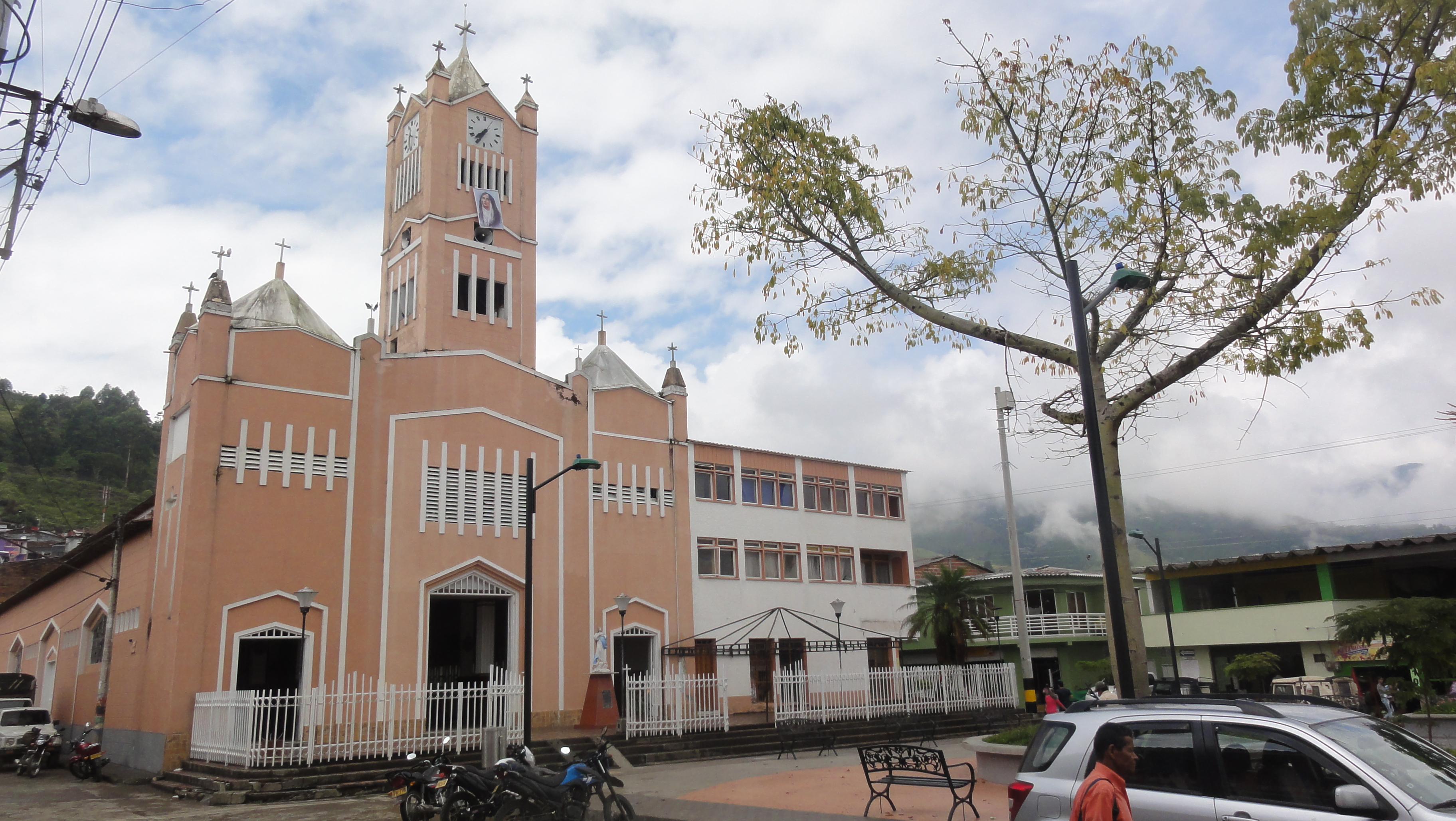
Iglesia La Inmaculada Concepción.

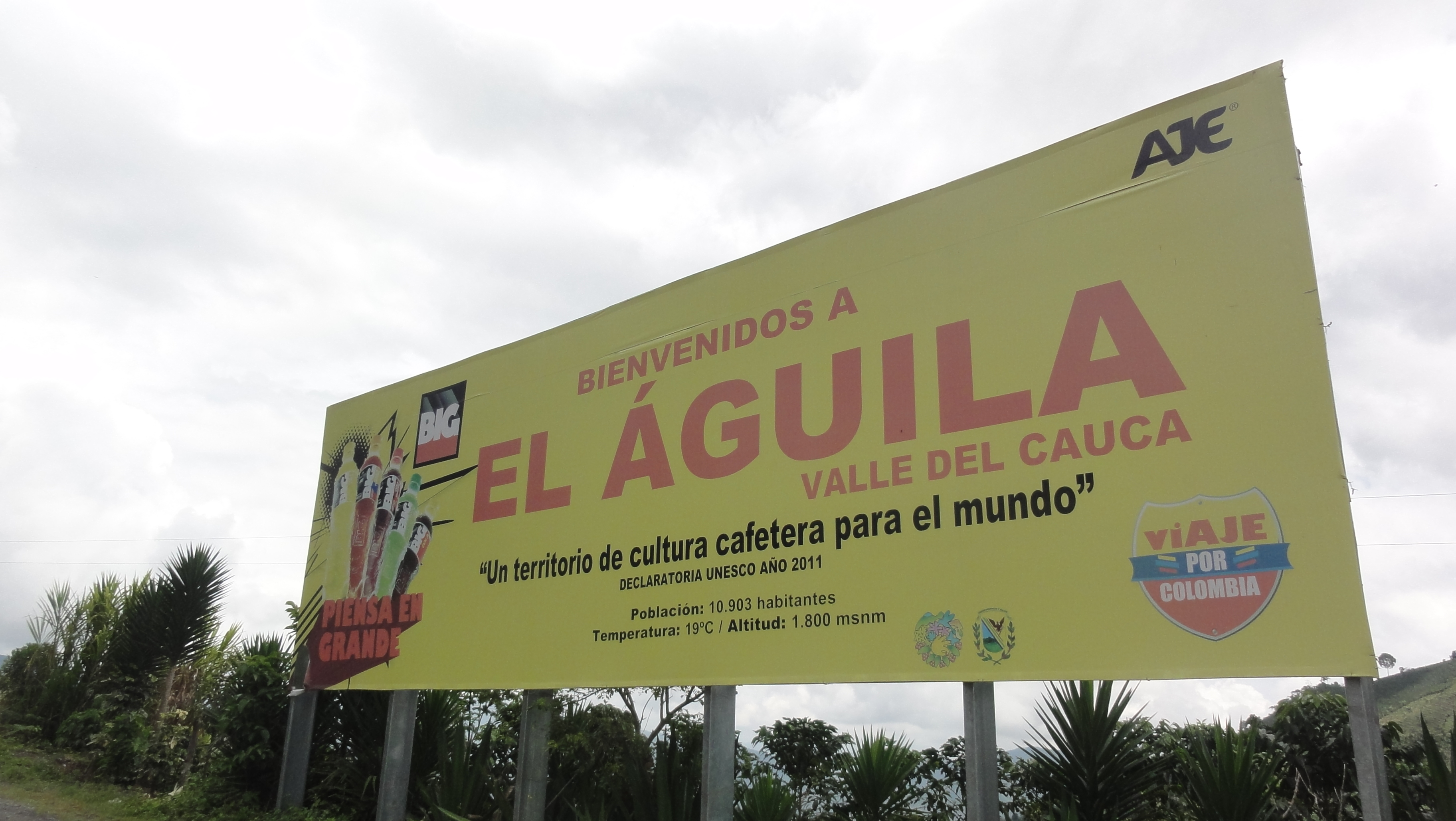
Cruce a la vereda Santa Helena (Granario), valla: Bienvenidos a El Águila

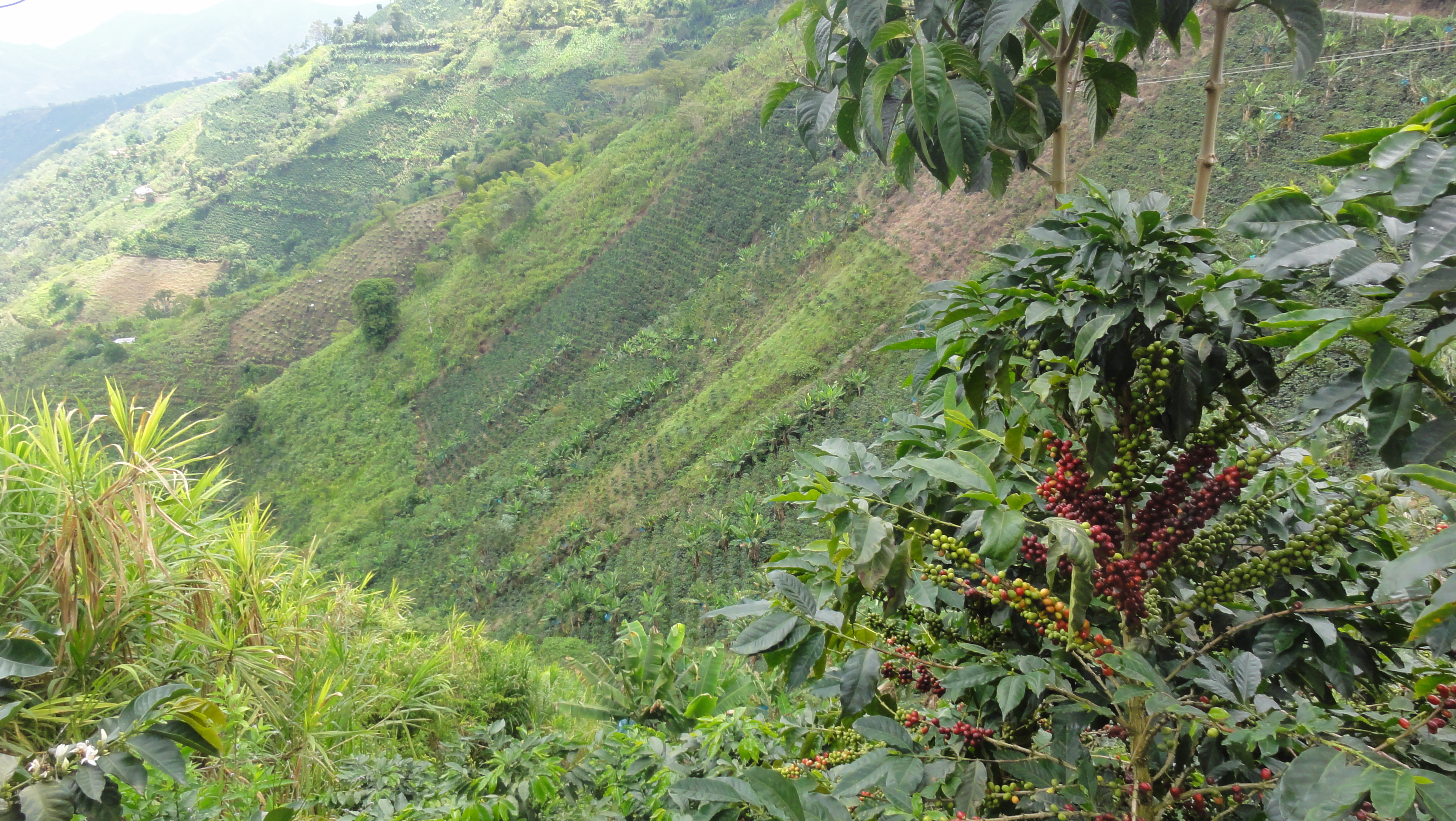
Cruce a la vereda Santa Helena (Granario), vista cafetal.

El Águila es lugar para el turismo ecológico, cuenta con hostales y lugares para camping, siendo su principal atracción el paisaje. Los sitios de interés paisajístico son el Mirador La Palma, el Parque Ecológico Cañaveral, el Parque nacional natural Tatamá, los senderos de Santa Helena,  La Judea y El Cofre, y el área del corregimiento de La María; en especial para avistamiento de aves.
- En el Mirador la Palma ubicado a las afueras de la población, en días despejadas, desde él se divisa el Parque nacional natural Los Nevados y el Cerro Tatamá.
- El Parque nacional natural Tatamá, es un sitio donde es posible observar el oso hormiguero, el oso de anteojos y el gallito de las rocas.
- El Río Cañaveral y La Cueva de San José, son otros de los atractivos.
- La Iglesia La Inmaculada Concepción, ubicada en el parque principal de la población.

## Servicios

### Educación
En el municipio existen tres instituciones educativas que prestan una cobertura educativa al 95% de los jóvenes del municipio; ellas son: Institución Educativa El Águila, Institución Educativa Santa Marta e Institución Educativa Justiniano Echavarría.